# Catache (distrito)
Catache é um distrito do Peru, departamento de Cajamarca, localizada na província de Santa Cruz.

## Transporte
O distrito de Catache é servido pela seguinte rodovia:
- PE-6B, que liga a cidade de Llama ao distrito de Cochabamba
- PE-1NI, que liga a cidade de Motupe (Lambayeque ao distrito de Bolívar [1][2][3]